# Dreamweaver (musikalbum)
Dreamweaver är ett album från 1989 med Sabbat.

## Låtlista
1. The Beginning of the End (Intro)      (00:30)
2. The Clerical Conspiracy               (05:38)
3. Advent of Insanity                    (02:11)
4. Do Dark Horses Dream of Nightmares    (06:27)
5. The Best of Enemies                   (08:23)
6. How Have the Mighty Fallen            (08:17)
7. Wildfire                              (04:3huuhuhygyhihu
8. Mythistory                            (06:47)
9. Happy Never After (Outro)             (01:06)

Bonus Tracks Expanded edition 2007
1. The Clerical Conspiracy (Bonus Live Track) 06:05
2. Do Dark Horses Dream of Nightmares (Bonus Live Track) 06:18
3. The Best of Enemies (Bonus Live Track) 08:05